# Egedalkredsen
Egedalkredsen er fra 2007 en nyoprettet opstillingskreds i Nordsjællands Storkreds. Den består af kommunerne Egedal og Furesø. Til og med 2006 indgik området i andre opstillingskredse i Frederiksborg Amtskreds og Københavns Amtskreds.
Kredsen består pr. 18. juni 2015 af følgende kommuner og valgsteder:
1. Furesø Kommune
  1. Værløse
  2. Hareskov
  3. Søndersø
  4. Jonstrup
  5. Stavnsholt
  6. Solvang
  7. Paltholm
2. Egedal Kommune
  1. Ledøje Forsamlingshus
  2. Ledøje-Smørum Idrætscenter
  3. Stenløse
  4. Veksø
  5. Ganløse
  6. Slagslunde
  7. Toftehøjskolen
  8. Stengårdsskolen
  9. Bækkegårdsskolen

## Folketingskandidater pr. 25/11-2018
| Liste | Parti                       | Kandidat | Bemærk                                                                                |
| ----- | --------------------------- | --- | ------------------------------------------------------------------------------------- |
| A     | Socialdemokratiet           | David Trads |                                                                                       |
| B     | Radikale Venstre            | Rikke Mortensen |                                                                                       |
| C     | Det Konservative Folkeparti | Egil Hulgaard |                                                                                       |
| D     | Nye Borgerlige              | Mette Thiesen, Nina Froberg                                                                                             | Mette Thiesen er spidskandidat i samtlige opstillingskredse i Nordsjællands Storkreds |
| F     | Socialistisk Folkeparti     | Trine Torp |                                                                                       |
| I     | Liberal Alliance            | Ole Holleufer |                                                                                       |
| O     | Dansk Folkeparti            | Pia Adelsteen |                                                                                       |
| V     | Venstre                     | Sophie Løhde |                                                                                       |
| Ø     | Enhedslisten                | Øjvind Vilsholm |                                                                                       |
| Å     | Alternativet                | Christian Poll, Theresa Scavenius, Julie Katinka Herdal Molbech, Allon Hein Sørensen, Bina Aylen Seff, Susan Kjeldgaard | Er opstillet i samtlige opstillingskredse i Nordsjællands Storkreds                   |